# Marta G. Franco
Marta G. Franco és una periodista i activista espanyola.

## Biografia
Es defineix com a "habitant" d'Internet des de 1999.Ha passat per Indymedia, per diversos hackmeetings i hacklabs en centres socials okupats i per un intent de xarxa social lliure anomenada Lorea/N-1. Va viure intensament en el 15M.Ha coordinat la secció de tecnologia del diari Diagonal. I ha estat mediadora del centre de cultura digital Medialab-Prado.
Durant el cicle municipalista de Manuela Carmena, va dur-la a ocupar-se de les xarxes socials de l'Ajuntament de Madrid, i de la comunicació política.
Amb la seva labor d'activista i professional propugna perquè l'Internet continuï sent un lloc habitable i treballa amb organitzacions socials, gairebé sempre amb el col·lectiu de recerca i estratègia digital Laintersección.Per a ella és important la memòria històrica col·lectiva sobre Internet: que va ser fruit d'inversió pública, de la comunitat científica, d'activisme de base i de la col·laboració de milers de persones de molts llocs. I exigir als governs que inverteixin en infraestructura digital pública i programari lliure.
En 2024 va publicar el llibre Les xarxes són nostres, on descriu el procés que va transformar el turbulent microunivers instal·lat en internet en poc més que un altre engranatge de l'horitzó capitalista.

## Obra
- Les xarxes són nostres. Una història popular d'internet i un mapa per a tornar a habitar-la (Consonni, 2024)